# Cerkev Marijinega oznanjenja, Špital ob Dravi
Župnijska cerkev Marijinega oznanjenja v  Špitalu ob Dravi v Avstriji, stoji južno od glavnega trga in zahodno od gradu Porcia.

## Zgodovina
Bratja Oton II. in nadškof Hermann I. von Ortenburg sta pred letom 1191 zgradila capella cum hospitale, ki velja za predhodnico današnje župnijske cerkve. Zgrajena je bila sredi 13. stoletja in obnovljena leta 1307 ter ponovno posvečena leta 1311. Leta 1513 je cesar Maksimilijan I. predal cerkev redu sv. Jurija v Millstattu. Leta 1584 je bila cerkev obnovljena in razširjena pod Ernfriedom von Salamanco-Ortenburžanom in njegovima nečakoma Hansom in Bernhardom. Strelec se je zrušil leta 1690 med potresom. V velikem požaru leta 1797 so se med drugim raztopili zvonovi v cerkvenem stolpu. Obsežna obnova je bila izvedena v letih 1860-63, stolp je leta 1896 zamenjala nova stavba, ki jo je zasnoval Viktor Lunz. Da bi podvojili število sedežev so leta 1966 vzhodni obok, zgodnje gotski kor in križno-rebrasto apsido, zgrajeno leta 1584, porušili in nadomestili s prostorno novo stavbo, ki jo je zasnoval Anton Zemann. Leta 1967 je bil na trgu na vzhodu pred cerkvijo postavljen vojaški spomenik.

## Opis
Triladijska in štiriobočna cerkev je zgrajena na osnovi starejše romanske cerkve. Zahodna fasada s koničastim oknom je iz začetka 14. stoletja. V devetnajstem stoletju je bil popravljen vhodni obokan portal s trikotnim timpanonom iz leta 1584. Reliefna predstavitev portalnih vrat iz konca 19. stoletja kaže apostola Petra in Pavla. Ustvarjalec dveh kamnitih nišnih skulptur, ki prikazujeta sveto Emo in Jožefa, se imenuje Hochleitner. V desni polovici fasade je vključen neogotski štirinadstropni stolp s koničasto strego. V stolpu visi zvonec Martina Pucherja iz leta 1799.
Prvotno raven strop glavne ladje je bil leta 1307 zamenjan z rebrastim obokom. Ob tem so bila okna v ladji zakrita. Pod zahodno galerijo je preprost zvezdno rebrast obok. Okrogle luknje nad osmerokotnimi stebri povezujejo ozko visoko glavno ladjo s stranskima. Te so bile leta 1584 razširjene na skoraj dvakratno širino ladje in obokane. Na stranskih obokih so slike, ki jih je ustvaril Avgust Veiter okrog leta 1900; na jugu je Petrov krst, Jezusova spremenitev in Jezusovo vstajenje. V severni stranski ladji je Jezusov krst, Obuditev Lazarja in Zadnja večerja. Sodobna cerkev je enako široka kot visoka, z nižjima stranskima ladjama in ozko, visoko glavno ladjo. Nova stavba ima strešno konstrukcijo iz betonskih nosilcev in se zožuje na vzhodu. V oltarnem prostoru prevladujejo masivna okna in velik mozaik Marijino oznanjenje. Mozaik je nastal po načrtih Karla Bauerja med letoma 1965 do leta 1966. Steklena okna je zasnoval Ernst Grandegger.

## Oprema
Ernsta Grandeggerja je tudi oprema svetišča. Na konzolah na južnem zidu kora so leseni kipi sv. Marije, Janeza Evangelista, sv. Joahim in sv. Ana. Spodaj so deli sarkofaga iz okoli leta 1418. Na reliefu sarkofaga sta Marija in otrok, Henrik II. in njegovi sinovi Friderik II. in Herman II. iz družine grofov Celjskih. Vodita jih Peter in Pavel. Na drugi strani je slabo ohranjen relief Oznanjenje s sv. Janezom Krstnikom, Peter in Pavel in Albert V. Ortenburški, škof iz Trenta in Hermann Celjski, škof freisinški. Orgle, ki stojijo na severnem oltarju, je leta 2005 zgradil Rieger iz Schwarzacha blizu Bregenza.
V severni stranski ladji je v niši Pietà iz leta 1420. Na zadnji zahodni steni je neogotska  skupina kipov iz leta 1863, ki predstavlja Oznanjenje in je prej stala v nekdanjem oltarju. Glavna slika svetnice je bila naslikana okrog 1800.
V južni stranski ladji je slika Žalujoča Marija Magdalena, nekdaj v stranskem oltarju iz poznega 19. stoletja. Križanje v vzhodni ladji je iz druge polovice 19. stoletja.
Na zahodni steni znotraj cerkve stoji rdeči marmornat nagrobnik leta 1550 umrlega škof Johanna von Malenteina. V renesančni arkadi je prikazana pol figura. Več nagrobnih plošč iz 15. in 16. stoletja je pritrjenih na zunanji steni cerkve, med njimi Elisabeth von Eberstein, prve žene Gabriela Salamanca.